# تپه گرد کاشان
تپه گرد کاشان مربوط به هزاره اول قبل از میلاد است و در شهرستان اشنویه، بخش مرکزی، دهستان اشنویه شمالی، روستای گرد کاشان واقع شده و این اثر در تاریخ ۷ اسفند ۱۳۸۵ با شمارهٔ ثبت ۱۷۶۲۶ به‌عنوان یکی از آثار ملی ایران به ثبت رسیده است.